# Elezioni parlamentari in Norvegia del 2005
Le elezioni parlamentari in Norvegia del 2005 si tennero il 12 settembre per il rinnovo dello Storting. In seguito all'esito elettorale, Jens Stoltenberg, espressione del Partito Laburista, divenne Ministro di Stato.

## Risultati
| Liste                              | Voti      | %     | Seggi |
| ---------------------------------- | --------- | ----- | ----- |
| Partito Laburista Norvegese        | 862 456   | 32,69 | 61    |
| Partito del Progresso              | 581 896   | 22,06 | 38    |
| Høyre                              | 371 948   | 14,10 | 23    |
| Partito Socialista di Sinistra     | 232 971   | 8,83  | 15    |
| Partito Popolare Cristiano         | 178 885   | 6,78  | 11    |
| Partito di Centro                  | 171 063   | 6,48  | 11    |
| Venstre                            | 156 113   | 5,92  | 10    |
| Alleanza Elettorale Rossa          | 32 355    | 1,23  | –     |
| Partito della Costa                | 21 948    | 0,83  | –     |
| Partito dei Pensionati             | 13 556    | 0,51  | –     |
| Partito Cristiano di Unità         | 3 911     | 0,15  | –     |
| Partito Ambientalista I Verdi      | 3 652     | 0,14  | –     |
| Democratici in Norvegia            | 2 705     | 0,10  | –     |
| Lista degli Oppositori dell'Aborto | 1 934     | 0,07  | –     |
| Partito Comunista di Norvegia      | 1 070     | 0,04  | –     |
| Altri <1.000 voti                  | 1 800     | 0,07  | –     |
| Totale                             | 2 638 263 | 100   | 169   |